# Aechmea nallyi
Aechmea nallyi är en gräsväxtart som beskrevs av Lyman Bradford Smith. Aechmea nallyi ingår i släktet Aechmea och familjen Bromeliaceae. Inga underarter finns listade i Catalogue of Life.

## Bildgalleri

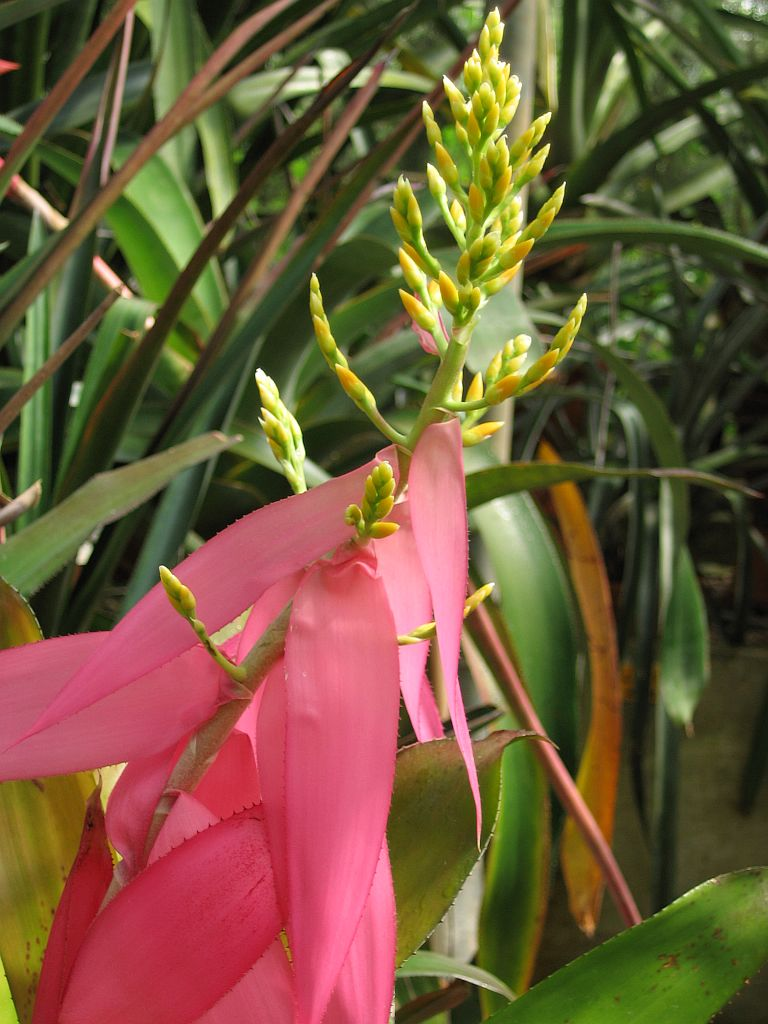